# Ukong
Ukong (malaiisch Mukim Ukong) ist ein Mukim (Subdistrikt) des Daerah Tutong in Brunei. Er hat 2.272 Einwohner (Stand: Zensus 2016).

## Geographie
Der Mukim liegt im Südwesten des Distrikts und grenzt an Mukim Tanjong Maya im Nordosten, Lamunin im Osten, Rambai im Südosten und Telisai im Nordwesten, sowie Bukit Sawat im Distrikt Belait im Südwesten.
Ein großer Teil des Gebiets gehört zum Andulau Forest Reserve, das sich auch über Bukit Sawat erstreckt. Bedeutende Flüsse im Mukim sind der Sungai Tutong und der Sungai Dangar.

## Verwaltungsgliederung
Der Mukim wird unterteilt in Dörfer (Kampong):
- Kampong Ukong[2]
- Kampong Pengkalan Ran
- Kampong Pengkalan Dong
- Kampong Tong Kundai
- Kampong Nong Anggeh
- Kampong Sungai Damit Ulu
- Kampong Piton Nambang
- Kampong Bang Pangan
- Kampong Pak Meligai
- Kampong Pak Bidang
- Kampong Bukit
- Kampong Pengkalan Panchor
- Kampong Talat
- Kampong Melaboi
- Kampong Pengkalan Padang
- Kampong Bang Ligi
- Kampong Litad
- Kampong Bang Bingol
- Kampong Long Mayan